# Araneus tubabdominus
Araneus tubabdominus este o specie de păianjeni din genul Araneus, familia Araneidae, descrisă de Zhu și Zhang, 1993. Conform Catalogue of Life specia Araneus tubabdominus nu are subspecii cunoscute.